# Thelymitra forbesii
Thelymitra forbesii är en orkidéart som beskrevs av Henry Nicholas Ridley. Thelymitra forbesii ingår i släktet Thelymitra och familjen orkidéer. Inga underarter finns listade i Catalogue of Life.